# オットカール1世 (シュタイアーマルク辺境伯)
オットカール1世（ドイツ語：Ottokar I., ? - 1075年3月29日）またはオタカール1世（Otakar I.）は、キームガウ伯、およびシュタイアーマルク辺境伯（在位：1056年 - 1075年）。

## 生涯
オットカール1世はオタカール5世とヴェルス＝ランバッハ伯アルノルト2世の娘ヴィリビルクの間の息子である。1048年にキームガウ伯であったことが記録に見られる。ヴェルス＝ランバッハ伯家が断絶した後、オットカール1世はカランタニア辺境伯となったが、辺境伯領はトラウンガウにあった居城シュタイアー城からシュタイアーマルクの名で呼ばれるようになった。オットカール1世は、おそらくケルンテン公アダルベロの娘と思われるヴィリビルク・フォン・エッペンシュタインと結婚した。オットカール1世はヴェルス＝ランバッハ伯家の所領の継承者であり、1056年以降はランバッハのフォークトでもあった。また、トラウンキルヒェン、オーバーミュンスターおよびパーセンベウークのフォークトであり、アドモント修道院の創建者の一人でもあった。ガルシュテン修道院も創建した。
息子のアダルベロとオットカール2世は叙任権闘争において互いに争った。辺境伯位を継承していたアダルベロは1082年に殺害され、オットカール2世が辺境伯となった。

## 子女
- アダルベロ（1082年没） - シュタイアーマルク辺境伯（1075年 - 1082年）
- オットカール2世（1122年没） - シュタイアーマルク辺境伯（1082年 - 1122年）